# Anatopynia pallescens
Anatopynia pallescens är en tvåvingeart som beskrevs av Edwards 1931. Anatopynia pallescens ingår i släktet Anatopynia och familjen fjädermyggor. Inga underarter finns listade i Catalogue of Life.